# Били Бремнър
Уилям Джон Бремнър, по-известен като Били Бремнър (на английски: William John Bremner, Billy Bremner) е бивш шотландски футболист. Роден е на 9 декември 1942 г. в Стърлинг, почива на 7 декември 1997 г. в Донкастър, Англия. Играе на поста полузащитник и е дългогодишен капитан на Лийдс. С този отбор постига най-големите си успехи, а феновете на отбора го провъзгласяват за най-добрия играч на Лийдс за всички времена. Бремнър е член на Английската и Шотландската футболна зала на славата. През 1970 година Бремнър е избран за футболист на годината в Англия.

## Кариера като футболист
Бремнър подписва с Лийдс Юнайтед ден след като навършва седемнадесет години, след като е забелязан от скаути на отбора докато играе за своя училищен отбор. Преди това Арсенал и Челси отказват да го вземат в редиците си, защото бил прекалено нисък. Дебютира в първия отбор през 1960 г. и оттогава в продължине на над петнадесет години е несменяем титуляр. Бързо печели славата на безкомпромисен играч, който често минава границата на допустимото, за данякой по-техничен от него противник, но също така притежава и голяма издръжливост, която му позволява да непрекъснато да се придвижва от едното наказателно поле до другото, може да прави прецизни подавания, както и да отбелязва решаващи голове. През 1966 г. капитанът на Лийдс Боби Колинс се контузва и треньорът Дон Реви дава капитанската лента на Бремнър, Колинс така и не успява да си я получи обратно. Били Бремнър извежда отбора до едни от най-големите си успехи в историята в периода, известен като Златните години на Лийдс. Отборът става два пъти шампион на Англия, носител на ФА Къп, Купата на лигата и Чарити Шийлд, двукратен носител на Купата на панаирните градове, но също така пропуска да спечели още множество отличия, изпускайки титлата в Англия в последните кръгове или губейки финали за КЕШ, КНК, Купата на панаирните градове и ФА Къп. Когато Дон Реви напуска отбора през 1974 г., за да стане треньор на Англия, Лийдс бавно започва да се разпада. Бремнър напуска отбора през 1976 г. след изиграни общо 772 мача във всички турнири, само с два по-малко от рекордьора Джак Чарлтън. След Лийдс Бремнър играе в Хъл Сити и Донкастър Роувърс. През 1982 г. печели 100000 паунда, след като успява да осъди за клевета неделен вестник, който го обвинява във взимане на подкуп и уреждане на мачове.
Бремнър е част от възхода на шотландския национален отбор през 70-те години на 20 век. Дебютира през 1965 г. срещу Испания, а на Световното първенство през 1974 г. е капитан на отбора. Заедно с четирима други играчи е наказан да не играе за националния отбор доживот, след като след едно гостуване на Дания през септември 1975 г. нарушават вечерния час, изхвърлени са от нощен клуб за непристойно поведение, а след това пиянстват и в хотелските си стаи. Наказанието на Бремнър е отменено през 1976 г., но след това той не изиграва нито един международен мач.

## Кариера като треньор
В Донкастър Роувърс Бремнър първоначално изпълнява ролята на играещ треньор, а след като прекратява кариерата си на 39-годишна възраст остава още четири години като треньор. Под негово ръководство отборът печели два пъти промоция за Трета английска дивизия (през 1981 и 1984 г.) През 1985 г. поема отбора на Лийдс, като се опитва да го върне отново на пътя на успеха и през 1987 г. донякъде успява да го направи, извеждайки Лийдс до полуфинал за ФА Къп и финален бараж за място в Първа английска дивизия. Година по-късно Бремнър е уволнен и малко след това отново застава начело на Донкастър Роувърс, но без особен успех.

## Успехи
Лийдс Юнайтед
- Купа на европейските шампиони
  - Финалист: 1975
  - Полуфиналист: 1970
- Купа на панаирните градове
  - Носител: 1968, 1971
  - Финалист: 1967
  - Полуфиналист: 1966
- Мач за определяне на вечния носител на Купата на панаирните градове преди замяната ѝ с Купата на УЕФА
  - Финалист: 1971
- Купа на носителите на купи
  - Финалист: 1973
- Първа английска дивизия
  - Шампион: 1969, 1974
  - Вицешампион: 1965, 1966, 1970, 1971, 1972
- Втора английска дивизия
  - Шампион: 1964
- ФА Къп
  - Носител: 1972
  - Финалист: 1965, 1970, 1973
  - Полуфиналист: 1967, 1968
- Купа на футболната лига
  - Носител: 1968
- Чарити Шийлд
  - Носител: 1969
  - Финалист: 1974